# Kelly Pannek
Kelly Maureen Pannek (* 29. Dezember 1995 in Plymouth, Minnesota) ist eine US-amerikanische Eishockeyspielerin, die seit 2023 für die Minnesota Frost in der Professional Women’s Hockey League (PWHL) auf der Position der Stürmerin spielt. Pannek ist seit 2017 Mitglied der Frauen-Eishockeynationalmannschaft der Vereinigten Staaten und vierfache Weltmeisterin sowie Olympiasiegerin (Stand 2025).

## Karriere
Pannek verbrachte ihre Highschool-Zeit an der Benilde-St. Margaret’s School in St. Louis Park im Bundesstaat Minnesota. Dort spielte sie zwischen 2010 und 2014 und nahm während dieser Zeit mit der US-amerikanischen U18-Auswahl an der U18-Frauen-Weltmeisterschaft 2013 teil, wo sie die Silbermedaille gewann.
Nach ihrem Schulabschluss im Sommer 2014 zog es die Stürmerin an die University of Minnesota, wo sie parallel zu ihrem Studium für das Universitätsteam in der Western Collegiate Hockey Association, einer Division im Spielbetrieb der National Collegiate Athletic Association, auflief. Gleich in ihrer Rookiespielzeit konnte Pannek mit dem Team die nationale Collegemeisterschaft der NCAA gewinnen. In der folgenden Saison wiederholte sie diesen Erfolg, ehe sie zum Ende des Spieljahres 2016/17 den erstmaligen Sprung in die Frauen-Eishockeynationalmannschaft der Vereinigten Staaten schaffte. Mit dieser nahm Pannek an der Weltmeisterschaft 2017 teil, bei der sie die Goldmedaille gewann.

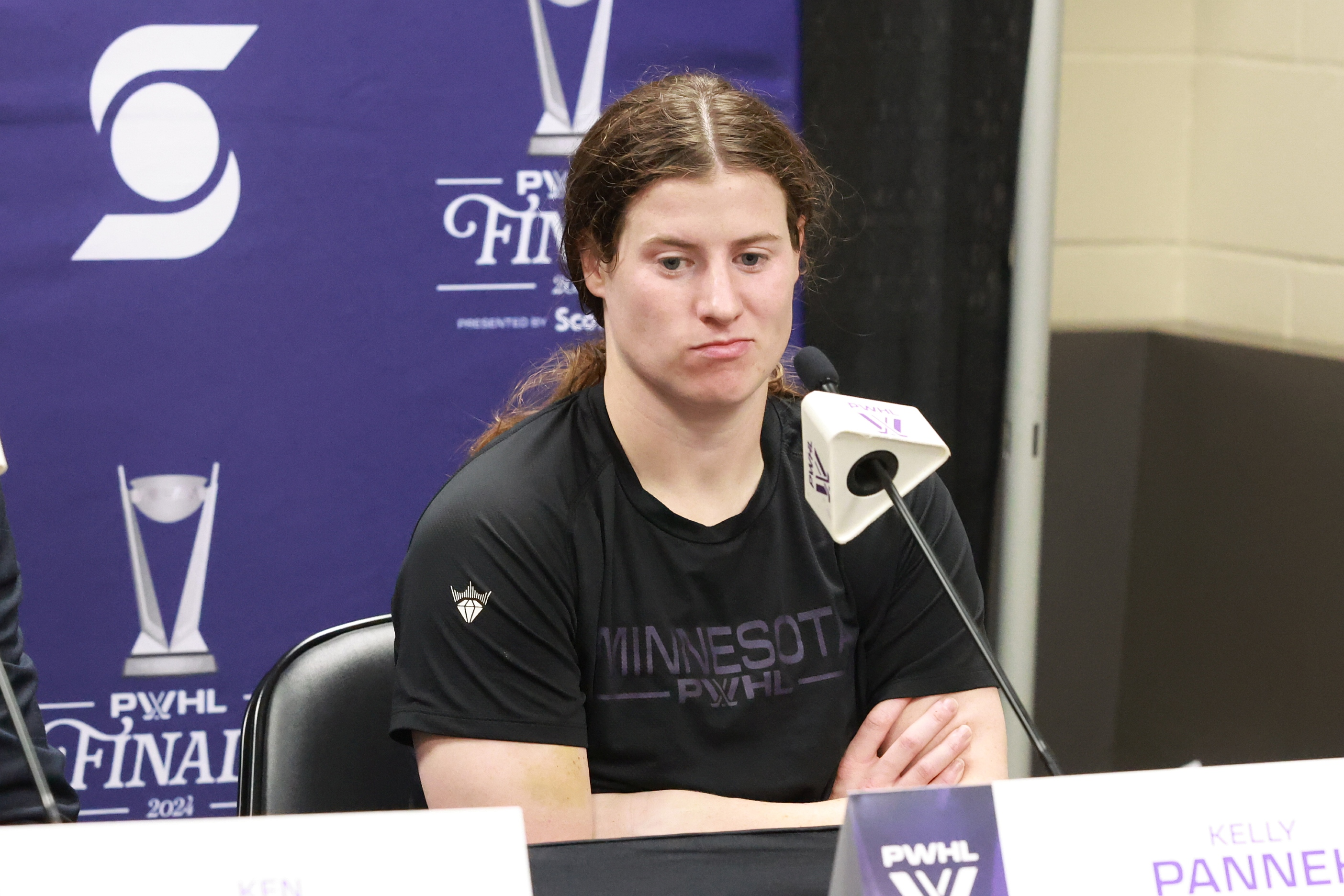
Kelly Pannek (2024)

In der Folge unterbrach die Angreiferin ihr Studium im Sommer 2017 und ließ sich vom US-amerikanischen Eishockeyverband USA Hockey für die Vorbereitung auf die Olympischen Winterspiele 2018 in Pyeongchang rekrutieren. Bei diesen sicherte sich das Team USA die olympische Goldmedaille. Nach diesem Erfolg kehrte sie an die Universität zurück, an der sie 2019 ihren Abschluss machte. Zudem gewann sie mit dem Team USA bei der Weltmeisterschaft 2019 eine weitere Goldmedaille. Zwischen 2019 und 2023 lief Pannek bei Promotionsspielen für die PWHPA auf, zudem bereitete sie sich erneut mit der Nationalmannschaft zentralisiert auf die Olympischen Winterspiele 2022 vor, bei denen sie die Silbermedaille gewann. Eine weitere Silbermedaille folgte bei der Weltmeisterschaft 2022 sowie ein weiterer Weltmeistertitel beim Turnier ein Jahr später.
Im Jahr 2023 wurde aus der PWHPA heraus die Professional Women’s Hockey League gegründet. Pannek gehörte im September 2023 zu den ersten Spielerinnen, die einen PWHL-Vertrag erhielten, als sie für drei Jahre vom Team PWHL Minnesota verpflichtet wurde. Mit ihrem PWHL-Team gewann sie 2024 und 2025 jeweils die Meisterschaftstrophäe der Liga, den Walter Cup. Bei den Weltmeisterschaften 2023, 2024 und 2025 gehörte sie erneut zum US-Kader und gewann dabei zwei weitere Gold- und eine Silbermedaille. Beim Turnier 2025 wurde sie zudem in das Media-All-Star-Team gewählt.

## Erfolge und Auszeichnungen
- 2015 NCAA-Division-I-Championship mit der University of Minnesota
- 2016 NCAA-Division-I-Championship mit der University of Minnesota

### PWHL
- 2024 Walter-Cup-Gewinn mit den Minnesota Frost
- 2025 Walter-Cup-Gewinn mit den Minnesota Frost

### International
| - 2013 Silbermedaille bei der U18-Frauen-Weltmeisterschaft - 2017 Goldmedaille bei der Weltmeisterschaft - 2018 Goldmedaille bei den Olympischen Winterspielen - 2019 Goldmedaille bei der Weltmeisterschaft - 2021 Silbermedaille bei der Weltmeisterschaft | - 2022 Silbermedaille bei den Olympischen Winterspielen - 2022 Silbermedaille bei der Weltmeisterschaft - 2023 Goldmedaille bei der Weltmeisterschaft - 2024 Silbermedaille bei der Weltmeisterschaft - 2025 Goldmedaille bei der Weltmeisterschaft - 2025 All-Star-Team der Weltmeisterschaft |

## Karrierestatistik
Stand: Ende der Saison 2022/23

### International
Vertrat die USA bei:
| - U18-Frauen-Weltmeisterschaft 2013 - Weltmeisterschaft 2017 - Olympischen Winterspielen 2018 - Weltmeisterschaft 2019 - Weltmeisterschaft 2021 | - Olympischen Winterspielen 2022 - Weltmeisterschaft 2022 - Weltmeisterschaft 2023 - Weltmeisterschaft 2024 - Weltmeisterschaft 2025 |

(Legende zur Spielerstatistik: Sp oder GP = absolvierte Spiele; T oder G = erzielte Tore; V oder A = erzielte Assists; Pkt oder Pts = erzielte Scorerpunkte; SM oder PIM = erhaltene Strafminuten; +/− = Plus/Minus-Bilanz; PP = erzielte Überzahltore; SH = erzielte Unterzahltore; GW = erzielte Siegtore; 1 Play-downs/Relegation; Kursiv: Statistik nicht vollständig)